# Tillandsia yuncharaensis
Tillandsia yuncharaensis är en gräsväxtart som beskrevs av Walter Till. Tillandsia yuncharaensis ingår i släktet Tillandsia och familjen Bromeliaceae. Inga underarter finns listade i Catalogue of Life.